# Hotel de Knuyt de Vosmaer

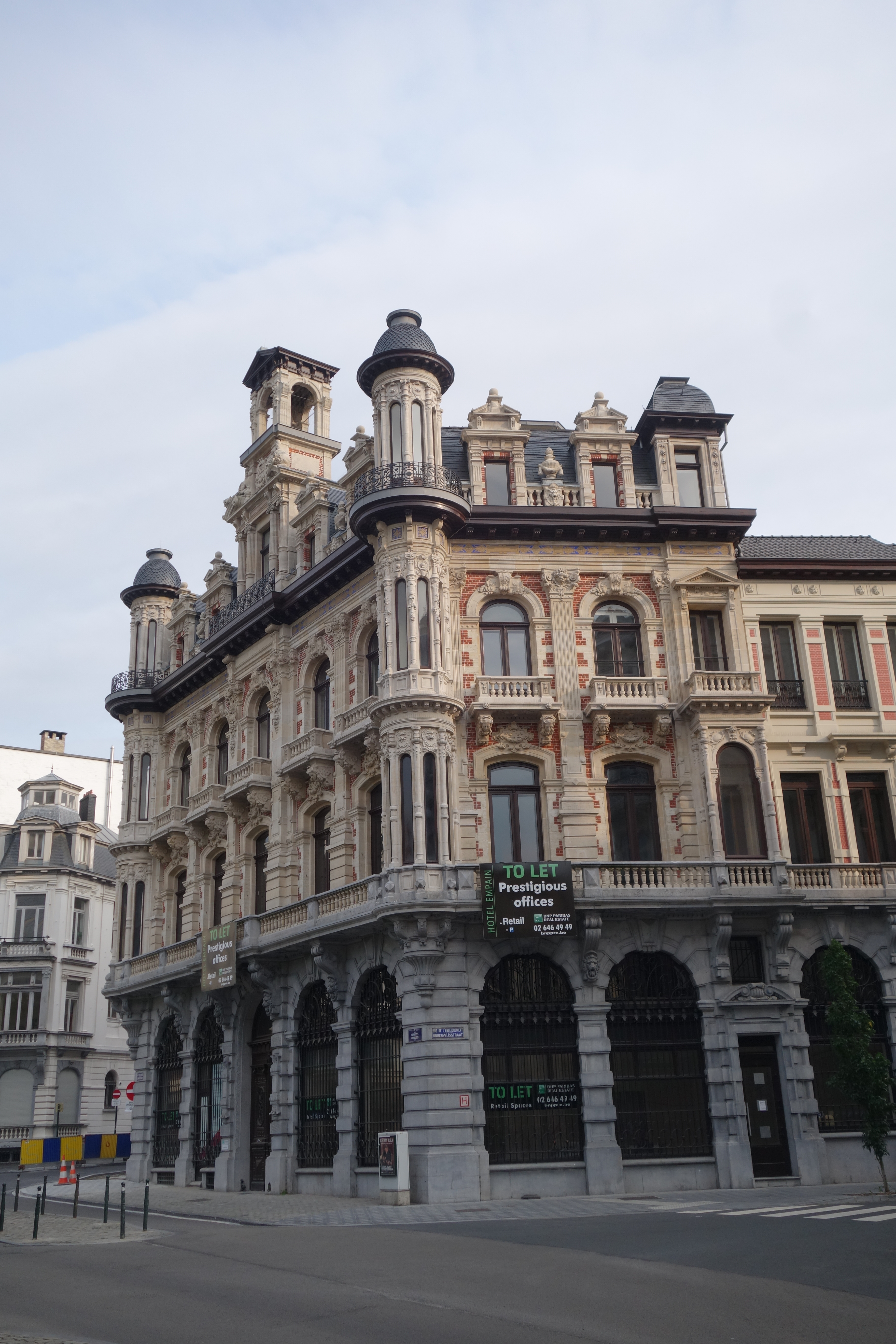
Buitenaanzicht

Het Hotel de Knuyt de Vosmaer is een herenhuis in eclectische stijl gelegen aan de Congresstraat 33 in Brussel, tegenover het Vrijheidsplein. Het is gebouwd in 1878-1879 naar plannen van de architect Joseph Naert.

## Historiek
Het huis werd gebouwd in opdracht van ridder Hector de Knuyt (1835-1913), zoon van Édouard de Knuyt. Deze grootgrondbezitter uit het Brugse deed een beroep op een architect uit zijn geboortestreek. Kort na oplevering deed hij het bouwwerk in 1881 van de hand, omdat hij er weinig verbleef en verwikkeld was in een kostelijke echtscheiding.
De koper was de rijke zakenman Édouard Empain. Hij verwierf tegen 1884 meerdere aanpalende panden in de Drukpersstraat en de Onderrichtstraat, om ze tot een geheel te integreren, waarin hij zijn Banque E.L.J. Empain vestigde en op de verdiepingen appartementen voor zichzelf en zijn broer François. De inrichting en transformaties gingen meer dan een halve eeuw door, terwijl de bank vervelde tot de Banque Industrielle Belge. Onder meer de stallingen en de binnenplaats werden in 1926 vervangen door een uitbreiding ontworpen door A. en Ch. Verhelle. Diverse stijlen werden toegepast, waaronder art deco in de appartementen van Jean Empain.
Na de Empains kwam het gebouw in handen van de Belgische staat. Een eerste bescherming volgde in 1983 en een ruimere in 2005. In afwachting van restauratie werd het geklasseerde gebouw vanaf 2010 enkele jaren gebruikt als oefenterrein voor de antidrugshonden van de federale politie.
Grote restauratiewerkzaamheden werden uitgevoerd tussen 2013 en 2020. De nieuwe eigenaar verhuurde het gelijkvloers als winkelruimte en de verdiepingen voor kantoren en evenementen.

## Beschrijving
Op een trapezoïdaal grondplan staat een hoekgebouw in een eclectische stijl met vooral neo-renaissance-invloeden. De gevels uit baksteen en Euvillesteen steunen op een bossage van rondbogen in blauwe hardsteen, die doorlopen over de panden in de Onderrichtstraat. De ingangen aan deze kant dragen de afkorting BIB. Boven de kroonlijst verheft zich een dakkapel met aedicula en het wapenschild van de Hector de Knuyt de Vosmaer. Op de hoeken van het gebogen mansardedak staan driekwartronde torentjes in overstek.
Het interieur is weelderig gedecoreerd. De inkomhal leidt via een galerij van marmeren borstbeelden naar een monumentaal trappenhuis, verlicht door brandglasramen. Het gewelf erboven is beschilderd met allegorische figuren. Een kleinere trap is neogotisch van inspiratie, met fijn houtsnijwerk. Binnen bevindt zich ook het bronzen beeld Le Dénicheur d'aigles van Jef Lambeaux.